# Agyneta martensi
Espèce
Agyneta martensi est une espèce d'araignées aranéomorphes de la famille des Linyphiidae.

## Distribution
Cette espèce est endémique du Shaanxi en Chine,. Elle se rencontre de 2 500 à 2 600 m d'altitude sur le Taibai Shan dans les monts Qinling.

## Description
Le mâle holotype mesure 2,03 mm.

## Étymologie
Cette espèce est nommée en l'honneur de Jochen Martens.

## Publication originale
- Tanasevitch, 2006 : On some Linyphiidae of China, mainly from Taibai Shan, Qinling Mountains, Shaanxi Province (Arachnida: Araneae). Zootaxa, no 1325, p. 277-311.